# Pomnik Adalberta Stiftera
Pomnik Adalberta Stiftera (cz. Stifterův památník) – pomnik (granitowy obelisk o wysokości 14,5 metra) w Czechach, w masywie Plech (Szumawa), na północnym skraju urwiska Jezerní stěna, nad Plešním jezerem, na wysokości 1311 m n.p.m. Upamiętnia austriackiego artystę Adalberta Stiftera (1805–1868), zwanego „szumawskim poetą”, ponieważ część swoich dzieł poświęcił przyrodzie Szumawy.

## Historia
Po śmierci artysty toczone były dyskusje na temat wystawienia mu pomnika. Po licznych propozycjach co do miejsca jego posadowienia budowę rozpoczęto w maju 1876. Latem tego roku zbudowano surową konstrukcję. Obelisk odsłonięty został 26 sierpnia 1877 w obecnym miejscu. Upamiętniał nie tylko Stiftera, ale też „całą ludność Szumawy”. Przemówienie inauguracyjne wygłosił Jordan Kajetán Markus z Frymburka (późniejszy dyrektor Wiedeńskiej Szkoły Przemysłowej), akcentując w nim silny związek autora z ojczystym krajobrazem, a także inspiracje jakie krajobraz ten wnosił do dzieł Stiftera. 
Z pomnikiem związana jest historia pięciu kamieniarzy, którzy pracowali przy jego konstrukcji. Po zakończeniu prac przy budowie pomnika spotykali się przy nim rokrocznie, a gdy jeden z nich umierał, kamieniarz Franz Saumer umieszczał na postumencie inicjały zmarłego. Ostatnim żyjącym rzemieślnikiem był sam Saumer, którego inicjały nigdy nie zostały wyryte.

## Turystyka
Do pomnika prowadzi:
- ślepy  żółty szlak pieszy z Plech przez punkt widokowy Kučerova vyhlídka,
- znakowana zielono ścieżka „Duch pralesa” od północnego krańca Plešnego jezera[1][2].

Okolice pomnika stanowią dobry punkt widokowy na Plešné jezero i okoliczne szczyty.

## Galeria

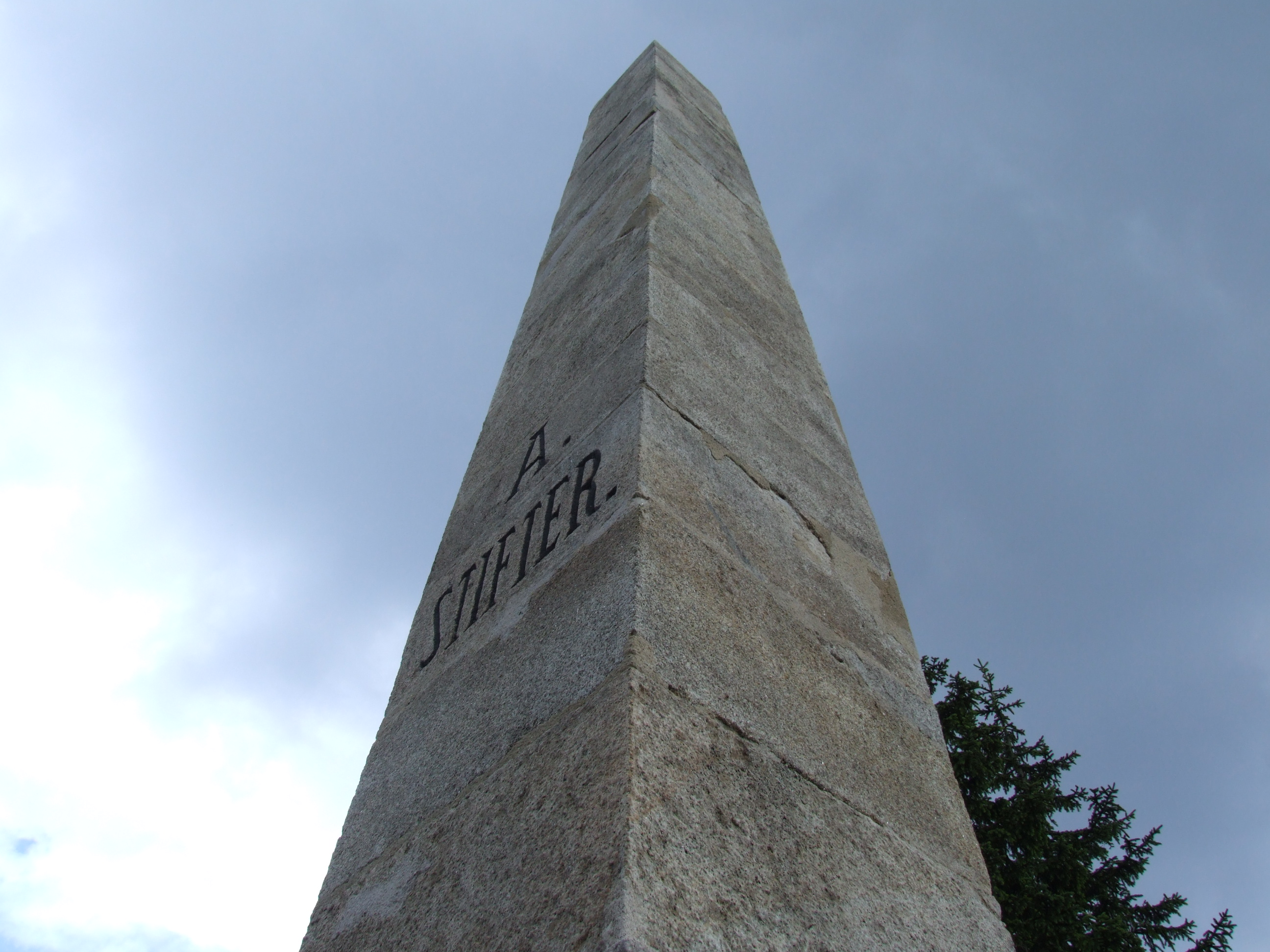
Detal
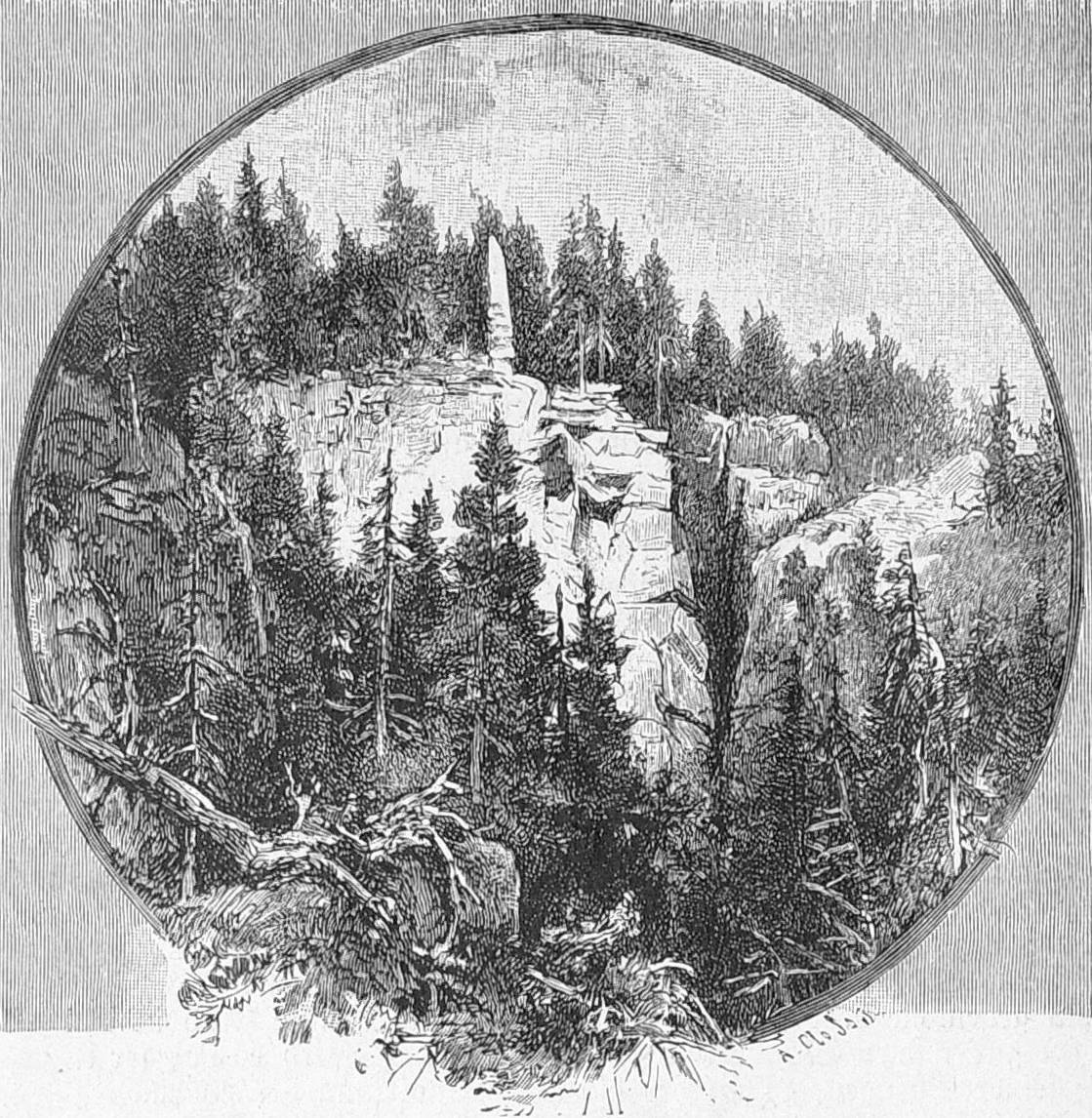
Rysunek z Die Gartenlaube (1886)
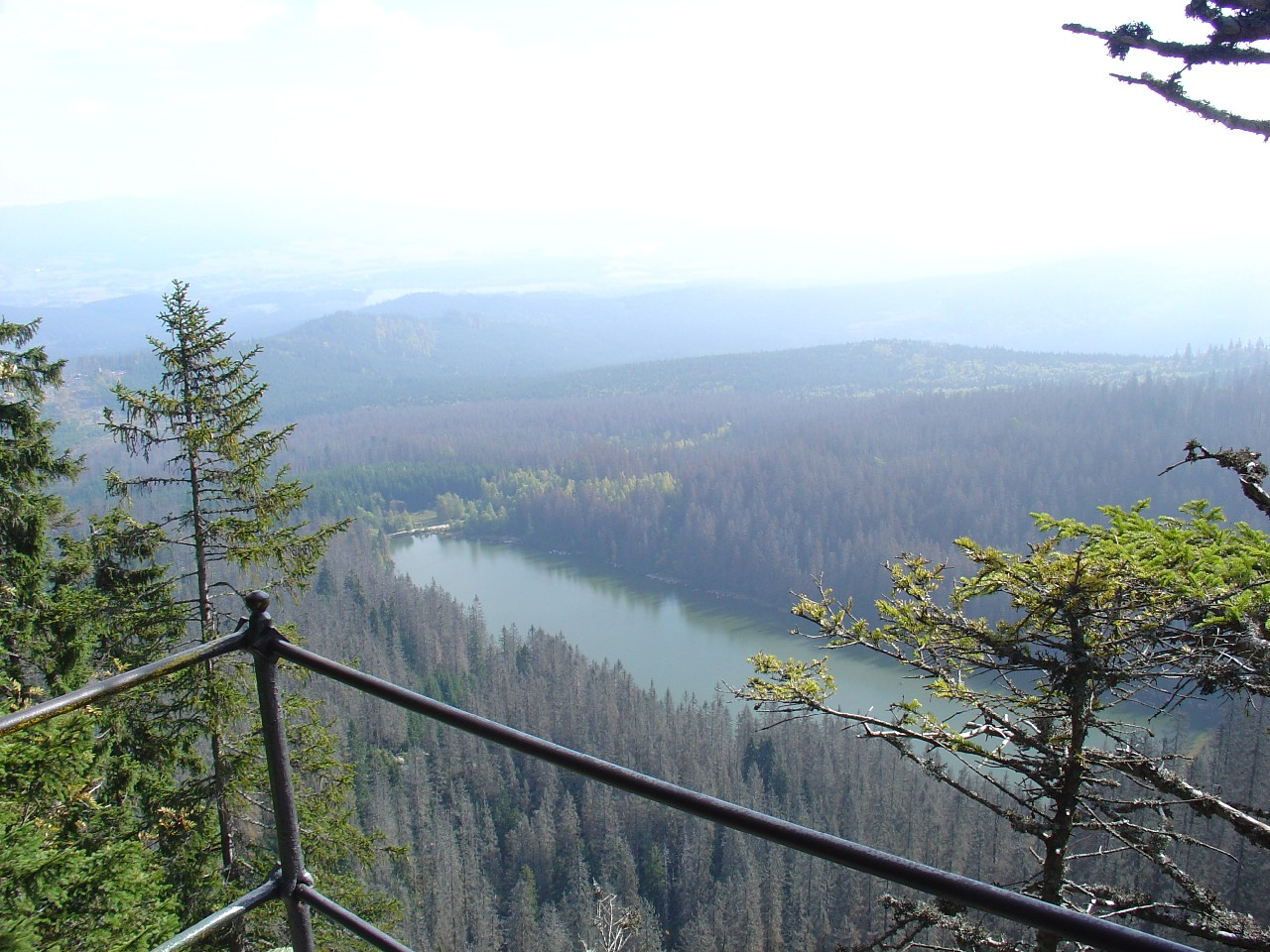
Widok na Plešné jezero
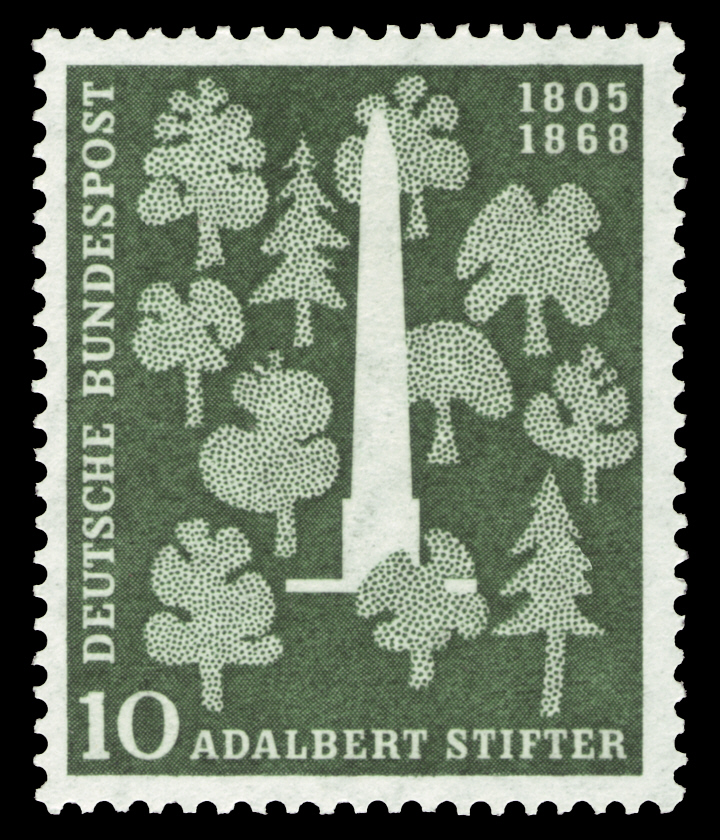
Niemiecki znaczek z 1955